# Austinograea williamsi
Austinograea williamsi is een krabbensoort uit de familie van de Bythograeidae. De wetenschappelijke naam van de soort is voor het eerst geldig gepubliceerd in 1989 door Hessler & Martin.